# Torquata (cràter)
Torquata és un cràter amb coordenades planetocèntriques de 50.11 ° de latitud nord i 149.45 ° de longitud est, sobre la superfície de l'asteroide del cinturó principal (4) Vesta. Fa 34.73 km de diàmetre. El nom adoptat com a oficial per la UAI el 21 de novembre de 2012 fa referència a Torquata, verge vestal romana.